# Hjo Vattenkuranstalt
Hjo Vattenkuranstalt, från 1904 benämnd Hjo Badanstalt, uppfördes från 1876 på initiativ av en grupp lokalt förankrade privatpersoner: godsägarna Harald Röhss och Gustaf Sparre på Munkeberg respektive Almnäs, grosshandlaren Gustaf Sjöstedt och provinsialläkaren Wilhelm Baggstedt. År 1873 hade Hjo-Stenstorps Järnväg anlagts, och Hjo var därmed mer tillgängligt landvägen västerifrån.

## Historik
Vattenkuranstalten uppfördes i den norra delen av Hjo vid Vätterns strand. Till den första årsstämman i mars 1877 hade AB Hjo Vattenkuranstalt inköpt rådmannen Gustaf Adolf Goldkuhls egendom på 16,5 tunnland och landskapsarkitekten Johan Joseph Sternemann hade upprättat ett förslag till den parkanläggning för kurortens gäster, som senare blev Hjo stadspark. Beslut fattades om att anlita byggmästaren Anders Pettersson från Värsås för att uppföra Bad- och societetshuset. Denne hade tidigare byggt varmbadhuset på Mösseberg. Varmbadhuset och parken var färdiga till invigningen i juli 1878. Järnvägshotellet inköptes och blev Restaurang Bellevue. Vid den norra vågbrytaren i Hjo hamn anlades 1881 ett kallvattenbadhus med bassäng, vilket ersattes 1913 av friluftsbadet Strandbadet. Vid mitten av 1890-talet var anläggningen fullt utbyggd med varm- och kallbadhus, sällskapslokaler, restaurang, ett antal gästrumsvillor och schweizeri. Vatten erhölls från högt belägna källor med ett rent, sex–åttagradigt vatten. I varmbadhuset erbjöds bland annat gyttje- och nauheimbad samt elektriska ljusbad.
Vattenkuranstalten hölls öppen under sommarmånaderna. Vissa år besöktes badanstalten av 700 gäster, vilka inhystes i omkring 150 rum i de sju villorna. Ekonomin var dock dålig och företaget kunde 1897 undvika konkurs enbart på grund av betydande skuldeftergifter av storaktieägarna Röhss och Sparre. Bolaget ombildades till Hjo Byggnads AB och gick under ett antal år i början av 1900-talet med vinst.
På 1920-talet minskade intresset för semester på kurort överlag i Sverige och Hjo Badanstalts ekonomi blev allt svårare. År 1932 brann också Restaurang Bellevue ner, och återuppbyggdes inte. Badanstalten köptes efter ägarbolagets slutliga konkurs av Hjo stad i februari 1935. Staden drev verksamheten i ytterligare något år, varefter den lades ned. Flertalet byggnader från epoken står dock kvar, även om flyglarna till varmbadhuset rivits. Således inrymmer det tidigare Bad- och societetshuset numera servering, och i Villa Svea finns bland annat konstnärsateljéer, i Villa Eira ett vandrarhem och i Villa Victoria gästrum för det 1971 uppförda Hotell Bellevue.